# 戸田止戈夫
戸田 止戈夫（とだ しかお、1899年（明治32年）2月5日 - 不明）は日本の実業家である。戸田工業の創業者であり、元社長である。岡山県井原市出身。

## 経歴

### 生い立ち
1899年（明治32年）岡山県後月郡西江原村（現：井原市）の戸田生一の四男として出生。1911年（明治44年）旧制岡山県立高梁中学（現：岡山県立高梁高等学校）へ進学し、1916年（大正5年）17歳で同校を卒業。戸田接三の死去により、中備機業合資会社を引き継ぐ。同年、東洋除虫材を設立した。

### 戸田工業設立の経緯
東洋除虫材はその後、蚊取り線香の製造を始め、1920年（大正9年）に西江原にあった工場は、営業所とあわせて広島県安佐郡横川町（現：広島市西区）へ移転した。1926年（大正15年）広島県安佐郡深川にあった弁柄製造工場を買収し、1933年（昭和7年）に広島市横川町に弁柄の製造販売を事業目的とする戸田工業株式会社を資本金50万円で設立。戸田が初代代表取締役社長に就任した。
その後、広島商工会議所へ所属し、広島市会議員となった。1936年（昭和11年）広島市舟入川口町に本社および工場を移転し、1940年（昭和15年）クツワ弁柄製造株式会社を設立し、戸田工業の弁柄製造部門を移管した。1950年（昭和25年）に戸田の長男である戸田英夫が2代目代表取締役社長に就任し、50歳で社長職を退任した。
趣味は乗馬と旅行であった。